# Phlebotomus marismortui
Phlebotomus marismortui är en tvåvingeart som beskrevs av Theodor 1947. Phlebotomus marismortui ingår i släktet Phlebotomus och familjen fjärilsmyggor. Inga underarter finns listade i Catalogue of Life.